# 921
| [ Edytuj tabelę ]          |                                                                  |
| Król Anglii                | - 899 Edward Starszy 924                                         |
| Hrabia Aragonii            | - 893 Galindo II 922                                             |
| Król Armenii               | - 913 Aszot II Żelazny 928                                       |
| Hrabia Barcelony           | - 911 Sunyer I 947                                               |
| Książę Bawarii             | - 907 Arnulf 937                                                 |
| Książę Burgundii           | - 880 Ryszard I Prawodawca 921 - 921 Rudolf 923                  |
| Cesarz Bizancjum           | - 913 Konstantyn VII Porfirogeneta 959 - 919 Roman I Lekapen 944 |
| Car Bułgarii               | - 913 Symeon I 927                                               |
| Książę Czech               | - 915 Wratysław I 921 - 921 Wacław I Święty 935                  |
| Król Franków zachodnich    | - 893 Karol III Prostak 922                                      |
| Cesarz Japonii             | - 897 Daigo 930                                                  |
| Kalif                      | - 908 Al-Muqtadir 932                                            |
| Król Khmerów               | - 910 Harszawarman I 922                                         |
| Wielki książę Kijowa       | - 912 Igor Rurykowicz 945                                        |
| Patriarcha Konstantynopola | - 912 Mikołaj I Mistyk 925                                       |
| Władca Korei               | - 918 T’aejo 943                                                 |
| Król Leónu                 | - 914 Ordoño II 924                                              |
| Król Nawarry               | - 905 Sancho I 926                                               |
| Król Norwegii              | - 872 Harald Pięknowłosy 930                                     |
| Papież                     | - 914 Jan X 928                                                  |
| Cesarz rzymski             | - 915 Berengar 924                                               |
| Książę Saksonii            | - 912 Henryk I Ptasznik 936                                      |
| Król Szkocji               | - 900 Konstantyn II 943                                          |
| Doża Wenecji               | - 912 Orso II Partecipazio 932                                   |
| Książę Węgier              | - 907 Zoltán 947                                                 |

Rok 921 / CMXXI
stulecia: IX wiek ~
X wiek ~
XI wiek

lata: 911 «
916 «
917 «
918 «
919 «
920 «
921
» 922
» 923
» 924
» 925
» 926
» 931

## Wydarzenia
- Europa
  - 7 listopada - traktat w Bonn władcy wschodniego i zachodniego królestwa Franków Henryk I Saski (rex Francorum orientalium) i Karol Prostak (rex Francorum occidentalium) uznali nawzajem niezależność swoich królestw.
  - Wacław I Święty władcą państwa czeskiego

## Urodzili się
- Edmund Starszy, król Anglii (zmarł 26 maja 946).

## Zmarli
- Ofiarą pogańskiego przewrotu padła matka Wratysława I – św. Ludmiła (według tradycji zanotowanej w Żywocie św. Ludmiły i Kronice Kosmasa została uduszona na zamku w Tetinie przez siepaczy nasłanych przez swoją synową Drahomire).
- 13 lutego - Wratysław I, organizator państwa czeskiego